# Fricativa velare sorda
La fricativa velare sorda è una consonante presente in moltissime lingue, che in base all'alfabeto fonetico internazionale è rappresentata col simbolo [x]. 
Nella lingua italiana non è presente.
A [x] corrisponde la j spagnola di Juan e il ch tedesco di Bach.

## Caratteristiche
La fricativa velare sorda presenta le seguenti caratteristiche:
- il suo modo di articolazione è fricativo, perché il suo suono  viene prodotto dalla frizione causata dal passaggio ininterrotto di aria attraverso un restringimento del cavo orale;
- il suo luogo di articolazione è velare: si produce accostando il dorso della lingua al velo del palato (in modo che l'aria, costretta dall'ostacolo, produca un rumore nella sua fuoriuscita).
- è una consonante sorda, in quanto l'emissione di tale suono avviene senza far vibrare le corde vocali.

## In spagnolo meridionale e latinoamericano
Si pronunciano così:
- la j (Juan Carlos);
- la g, ma solo nei gruppi ge e gi (gente, Argentina).

## In tedesco
Viene resa nella lingua scritta con il gruppo ch.
Normalmente ch si legge come fricativa velare sorda, quando è preceduto da /a/, /o/, /u/:
- ach (esclamazione di sorpresa o disappunto):  x

D'altro canto, dopo le vocali anteriori (i, e e Umlaute) ch si legge come fricativa palatale sorda:
- ich ('io'): ç.

Si tratta di varianti articolatorie o regionali, di nessun ruolo per il significato della parola che si viene a formare (allofoni).

## In esperanto
Si pronuncia così la lettera ĥ (trascritta anche come hx o, più raramente, hh) per esempio nella parola ĥaoso (xa'oso caos).

## In arabo
In arabo il suono è rappresentato dalla lettera Khāʾ.

## In calabrese
Nei dialetti calabresi meridionali corrisponde alla effe italiana e graficamente viene rappresentata con una ĥ.